# Fußgängerbrücke Obernburg
Die Fußgängerbrücke Obernburg (auch Fußgängersteg genannt) ist eine Fahrrad- und Fußgängerbrücke in Obernburg am Main (Unterfranken).

## Geografie
Die Brücke überspannt mit einem gemeinsamen Fuß- und Radweg bei Stromkilometer 104,5 den Main und verbindet die Altstadt Obernburgs auf Höhe des Rathauses mit dem östlich gelegenen Bahnhof Obernburg-Elsenfeld und dem Markt Elsenfeld.
Sie überquert dabei auch die B469 und einen Radweg mit mehreren Radrouten (EV4, D5, Main-Radweg, Deutscher Limes-Radweg). Der Radweg und der angrenzende Mainanlagen Park sind über eine Treppe am westlichen Brückenpfeiler erreichbar.
Auf der Brücke verlaufen der 3-Länder-Radweg sowie die Wanderwege E8, Fränkischer Rotweinwanderweg und HW 10, 12, 29 des Odenwaldklubs.

## Geschichte
Die heutige Fußgängerbrücke ist bereits das dritte Bauwerk, das an diesem Ort (und auf denselben Pfeilern) steht.

### Vorgeschichte
Das bayerische Urkataster zeigt in den 1810er Jahren an der Stelle der Brücke eine Fähre. 1859 übernahm eine Gierseilfähre den Fährverkehr.
An der Stelle des heutigen Brückenkopfs befand sich das ehemalige Maintor der Obernburger Stadtbefestigung. Dieses war um bereits 1850 eine Ruine und wurde 1866 abgebrochen. Das Abbruchmaterial würde später, neben der Erweiterung der Pfarrkirche, zum Bau der Brückenrampe verwendet.

### Erste Mainbrücke
Mit dem Bau der Bahnstrecke Aschaffenburg–Miltenberg und der Eröffnung des Bahnhofs auf dem gegenüberliegenden Ufer am 12. November 1876 wuchs die Bedeutung einer Mainquerung für die Stadt Obernburg. Der Versuch der Stadt, die Führung der Bahnstrecke Aschaffenburg–Höchst (Odenwald) über Obernburg zu erreichen, schlug fehl. Bürgermeister Peter Kreß trieb daher den Bau einer Mainbrücke voran. Ihr Bau wurde 1889 begonnen und am 28. Dezember 1890 wurde sie dem Verkehr übergeben. Am 25. Mai 1891 wurde die feierliche Einweihung nachgeholt.
Die Kosten von 320.000 Goldmark mussten vollständig von der Stadt getragen werden. Bis 1922 wurde zur Finanzierung ein Brückenzoll erhoben. Hierzu befand sich ein Brückenzollhaus am Obernburger Brückenkopf. Das später als Kiosk benutze Gebäude wurde 1982 abgerissen.
Mit der Eröffnung der Bahnstrecke Obernburg-Elsenfeld–Heimbuchenthal am 10. Januar 1910 und der Gründung eines Standorts der Vereinigte Glanzstoff-Fabriken AG (heute Industrie Center Obernburg) im Jahre 1924 stieg die Bedeutung der Mainquerung abermals.
In den 1930er Jahren musste die Brücke wegen des Baus der Staustufe Wallstadt und der größer gewordenen Binnenschiffe angehoben werden. Während der Bauzeit fand vorübergehend Fährverkehr statt.
Die Brücke wurde gegen Ende des Zweiten Weltkriegs am 26. März 1945 gegen fünf Uhr morgens von sich zurückziehenden deutschen Truppen gesprengt. Nach Kriegsende wurde im Juli desselben Jahres als Ersatz wieder der Fährverkehr aufgenommen.

### Zweite Mainbrücke
Auf den Pfeilern der ersten Brücke wurde von 1947 bis 1949 aus verschraubten Stahlträgern (Pionierbrücke) die zweite Brücke errichtet. Am 30. Juni 1949 wurde die Brücke eröffnet und eingeweiht.
Nach der Eröffnung der der dritten Mainbrücke stromaufwärts am 5. November 1981 wurde die zweite Mainbrücke für den Fahrzeugverkehr nicht mehr benötigt. Sie wurde 1983 bis auf die Pfeiler abgerissen.

### Fußgängersteg
Seit 1984 besteht der heutige Fußgängersteg auf den Pfeilern der ersten Brücke. Da die neue Brücke deutlich schmaler als ihre Vorgänger ist, befinden sich über den alten Pfeilern beidseitig dreieckige Kanzeln, welche als Aussichtspunkte zum Blick auf Stadt und Main genutzt werden können.

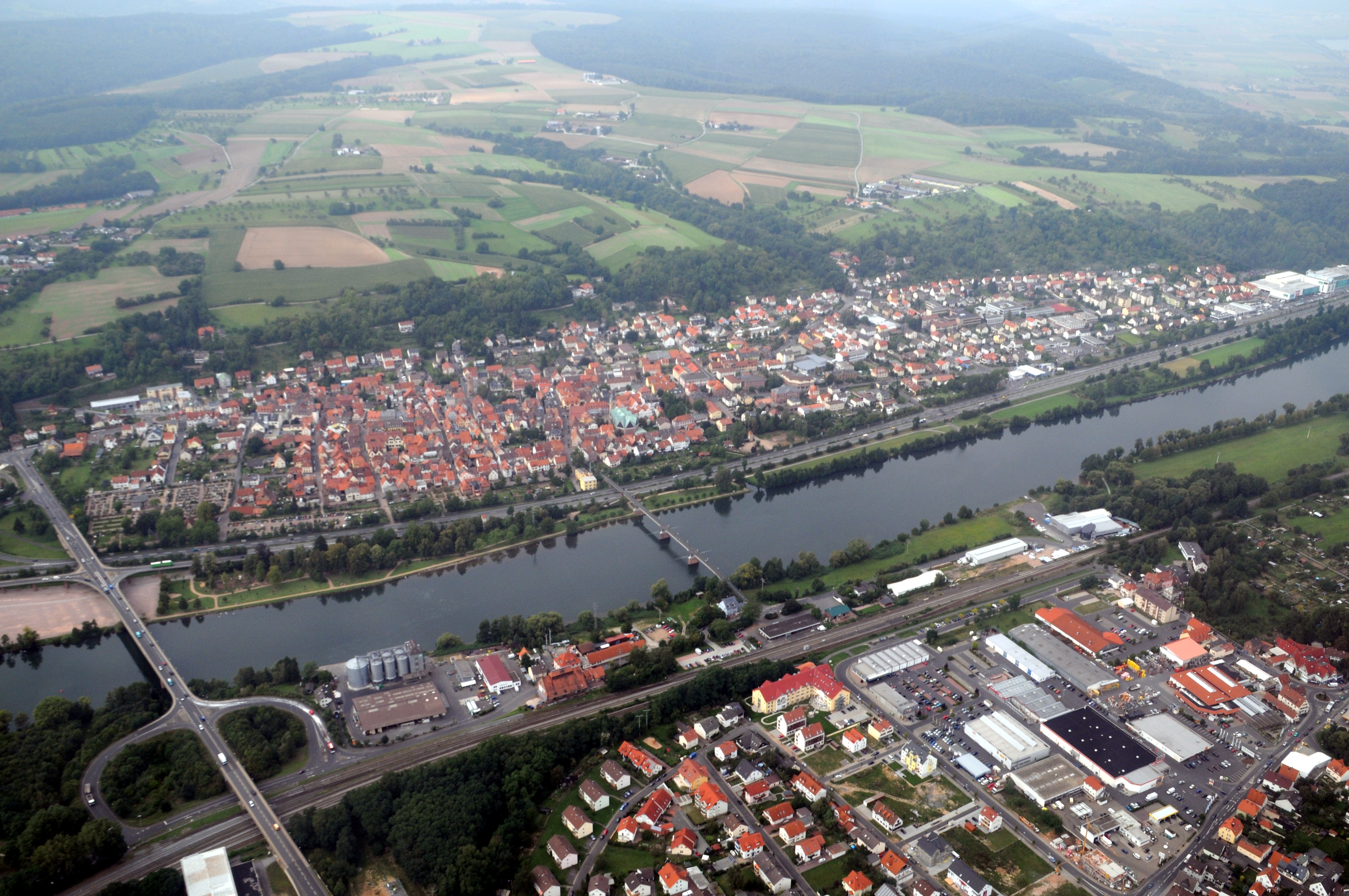
Blick von Osten (2008) auf die Fußgängerbrücke und die dritte Mainbrücke

## Gedenktafel
An Bürgermeister Peter Kreß, dem der Bau der ersten Mainbrücke zu verdanken ist, erinnert ein Metallrelief. Es porträtiert ihn im Profil nach links blickend. Das Relief war zunächst an der Portalkonstruktion der ersten Mainbrücke, dann an der westlichen Giebelmauer des ehemaligen Brückenzollhauses angebracht. Zwischenzeitlich war es verschwunden. Heute ist es in einer kleinen Grünanlage auf der rechten Seite des Obernburger Brückenkopfs zu sehen.